# Винська Гориця
Винська Гориця (словен. Vinska Gorica) — поселення в общині Добрна, Савинський регіон, Словенія. Висота над рівнем моря: 360,4 м. 